# Guortabäcken
Guortabäcken este o arie protejată (arie specială de conservare — SAC, sit de importanță comunitară — SCI) din Suedia întinsă pe o suprafață de 4 ha, integral pe uscat.

## Localizare
Centrul sitului Guortabäcken este situat la coordonatele 65°20′17″N 15°06′22″E / 65.3381°N 15.106°E.

## Înființare
Situl Guortabäcken a fost declarat sit de importanță comunitară în decembrie 1998 pentru a proteja 1 specie de animale. Situl a fost protejat și ca arie specială de conservare în decembrie 2009.

## Biodiversitate
Situată în ecoregiunea alpină, aria protejată conține 4 habitate naturale: Râuri de munte și vegetația erbacee de pe malurile acestora, Liziere de ierburi înalte hidrofile de câmpie și de nivel montan până la alpin, Păduri nordice subalpine/subarctice cu Betula pubescens ssp. czerepanovii, Mlaștini alcaline.
La baza desemnării sitului se află o specie protejată de  nevertebrate: Vertigo genesii.